# Indavideó
Az Indavideó egy népszerű magyar videomegosztó oldal, amit még Videobomb néven hozott létre 2006. június 15-én a Blogter nevű szolgáltatást is üzemeltető Blogter Kft. A nagy sikert elért, havi ötven-hetvennezres nézettséget hozó oldalt aztán 2007. május 15-én vásárolta meg az Index.hu hírportált is üzemeltető Inda Labs Zrt., ami az Inda brand alá besorolva először IndaVideobombra nevezte át az oldalt.
Ennek a cégnek a további szolgáltatásai még az Index Fórum, a Blog.hu, az Inda Pass, az Inda Fotó és az Inda Film. Naponta átlag 400 videót töltenek fel rá, amatőr és profi videósok egyaránt feltölthetnek rá videókat. Nagy riválisával, a YouTube-bal ellentétben az Indavideóra feltölthetőek sorozatok teljes epizódjai eredeti minőségben, illetve filmek is. Korábban erotikus és pornográf videók feltöltését is engedélyezték, azonban 2021. március 22-én életbe lépett új szerződési feltételekben már tiltották őket és leszedtek minden ilyen jellegű tartalmat a szolgáltatásról. 2016 júniusában megújult az oldal kinézete.
2021. augusztus 5-én az oldal üzemeltetését átvette a PORT.hu-t üzemeltető Port.hu Kft.